# ARFU Asian Rugby Championship 1976
L'Asian Rugby Championship 1976 (in inglese 1976 ARFU Asian Rugby Championship) fu il 5º campionato asiatico di rugby a 15 organizzato dall'ARFU, organismo continentale di governo della disciplina.
Per la prima volta dal 1969 si disputò a cinque squadre con la formula del girone unico all'italiana tra il Giappone campione uscente, la Corea del Sud Paese organizzatore (tutte le gare si giocarono a Seul), Taiwan, Thailandia e Malaysia; rispetto all'edizione precedente non si presentarono Hong Kong, Sri Lanka e Singapore.
Anche tale edizione di torneo sancì la supremazia giapponese nel rugby continentale: la formazione del Sol Levante vinse tutte le partite della competizione e si aggiudicò il titolo a punteggio pieno.
Solo la Corea del Sud rimase in gara fino all'ultima giornata, che iniziò a pari punti dei nipponici anche se questi ultimi, vincendo 11-3, mantennero il titolo per la quinta volta consecutiva.
I sud-coreani dovettero accontentarsi della piazza d'onore e in fondo alla classifica Taiwan, Thailandia e Malaysia furono affiancate a pari punti con una vittoria e tre sconfitte ciascuna, con la discriminante della differenza punti a dare ai cinesi di Formosa la terza piazza.

## Squadre partecipanti
- Corea del Sud
- Giappone
- Malaysia
- Taiwan
- Thailandia

## Risultati
| Data             | Incontro                   | Risultato | Sede |
| ---------------- | -------------------------- | --------- | ---- |
| 13 novembre 1976 | Giappone XV — Taiwan       | 42-6      | Seul |
| 13 novembre 1976 | Corea del Sud — Malaysia   | 58-6      | Seul |
| 14 novembre 1976 | Giappone XV — Malaysia     | 95-3      | Seul |
| 14 novembre 1976 | Taiwan — Thailandia        | 16-4      | Seul |
| 16 novembre 1976 | Corea del Sud — Taiwan     | 20-11     | Seul |
| 16 novembre 1976 | Giappone XV — Thailandia   | 46-9      | Seul |
| 18 novembre 1976 | Malaysia — Taiwan          | 16-13     | Seul |
| 18 novembre 1976 | Corea del Sud — Thailandia | 22-13     | Seul |
| 20 novembre 1976 | Corea del Sud — Giappone   | 3-11      | Seul |
| 20 novembre 1976 | Thailandia — Malaysia      | 12-0      | Seul |

### Classifica
|    | Squadra       | G | V | N | P | P+  | P-  | P±    | PT |
| -- | ------------- | - | - | - | - | --- | --- | ----- | -- |
| 1. | Giappone      | 4 | 4 | 0 | 0 | 194 | 21  | + 173 | 8  |
| 2. | Corea del Sud | 4 | 3 | 0 | 1 | 103 | 41  | + 62  | 6  |
| 3. | Taiwan        | 4 | 1 | 0 | 3 | 46  | 82  | - 32  | 2  |
| 4. | Thailandia    | 4 | 1 | 0 | 3 | 38  | 84  | - 46  | 2  |
| 5. | Malaysia      | 4 | 1 | 0 | 3 | 25  | 178 | - 153 | 2  |